# 금남고등학교
금남고등학교(金南高等學校)는 대한민국 경상남도 하동군 금남면 덕천리에 있는 공립 고등학교이다.

## 학교 연혁
- 1980년 11월 26일 : 금남고등학교 설립 인가(6학급)
- 1981년 3월 7일 : 금남고등학교 개교
- 1981년 9월 20일 : 본관 신축 준공
- 1984년 2월 11일 : 금남고등학교 제1회 졸업
- 1987년 9월 1일 : 중학교·고등학교 분리
- 1994년 12월 12일 : 학칙 변경(9학급)
- 2017년 3월 1일 : 특수학급 신설, 10(1)학급
- 2023년 1월 6일 : 제40회 졸업식(57명 졸업) 졸업생 누계 3,892명
- 2023년 3월 1일 : 제22대 임호열 교장 취임
- 2023년 3월 2일 : 제43회 2023학년도 신입생 입학(입학생 35명)

## 참고 자료
- 금남고등학교 - 한국교육학술정보원 학교알리미